# Edwin Raúl Vanegas Cuervo
Edwin Raúl Vanegas Cuervo (* 21. Mai 1975 in Bogotá) ist ein kolumbianischer römisch-katholischer Geistlicher und ernannter Weihbischof in Bogotá.

## Leben
Edwin Raúl Vanegas Cuervo studierte Philosophie und Theologie am Priesterseminar San José in Bogotá und empfing am 4. Dezember 1999 das Sakrament der Priesterweihe für das Erzbistum Bogotá.
Nach der Priesterweihe war er bis 2004 in der Pfarrseelsorge tätig und gehörte anschließend zwei Jahre dem Diözesanteam der Berufungspastoral an. Nach weiteren Studien an der Päpstlichen Universität Gregoriana in Rom erwarb er das Lizenziat im Fach Fundamentaltheologie. Von 2009 bis 2018 war er als Ausbilder am Priesterseminar San José tätig, dessen Regens er anschließend bis 2024 war. Zusätzlich war er von 2013 bis 2016 Diözesankoordinator für den ökumenischen und interreligiösen Dialog sowie 2018 Mitarbeiter in der Priesterfortbildung. Ab 2024 war er Bischofsvikar für das Gebiet von San José.
Papst Franziskus ernannte ihn am 29. Juni 2024 zum Titularbischof von Mazaca und zum Weihbischof in Bogotá.